# Oscinella pusilla
Espèce
Oscinella pusilla (oscinie des céréales, oscinie de l'orge) est une espèce d'insectes diptères de la famille des Chloropidae.
Cet insecte, morphologiquement très proche de l'oscinie de l'avoine, est un oligophage inféodé aux espèces de la famille des Poaceae. Il est considéré comme un ravageur des cultures de céréales, en particulier l'orge et le blé. Les dégâts sont dus surtout aux larves des premières générations qui attaquent les points de croissance, tuant la pousse principale, et provoquant la mort des jeunes plants.

## Synonymes
- Chlorops vindicata Meigen, 1830
- Oscinella grossa Mesnil & Mesnil, 1935
- Oscinella nigriseta Duda, 1935

## Distribution
L'aire de répartition d' Oscinella pusilla comprend une grande partie de l'Europe, l'Asie centrale,  et l'Amérique du Nord.